# Alejandro González Poblete
Alejandro González Poblete (década de 1920-Santiago, 5 de febrero de 2003) fue un abogado y político demócrata cristiano chileno. Se desempeñó como subsecretario de Justicia durante todo el gobierno del presidente Eduardo Frei Montalva (1964-1970). Destacado como católico y defensor de los derechos humanos, fue además, miembro del equipo jurídico asesor de la Conferencia Episcopal de Chile.

## Primeros años de vida
Estudió derecho en la Universidad de Concepción, donde encabezó el Movimiento de Universitarios Católicos (MUC). Fue militante de la Falange Nacional (FN), la cual en 1957 se transformaría en el Partido Demócrata Cristiano (PDC).
Se casó con Helia Pincheira, tuvieron dos hijos.

## Trayectoria pública
Ejerció como subsecretario de Justicia durante el gobierno del presidente Eduardo Frei Montalva, desde 1966 hasta 1970. Luego del golpe de Estado en 1973, integró el «Comité Nacional para los Refugiados», organización que colaboró con las Naciones Unidas para salvar la vida de cientos de extranjeros que debían salir de Chile para resguardar su vida y su integridad física.
Posteriormente, en 1976, la iglesia católica le pidió integrar el equipo fundador de la Vicaría de la Solidaridad que encabezó el Padre Cristián Precht. Desde entonces, González fue jefe del Departamento Jurídico de la Vicaría, hasta asumir como secretario ejecutivo de la misma en 1989.
Una vez hecho público el informe de la «Comisión Nacional de Verdad y Reconciliación», conocido como Informe Rettig, en 1991, el presidente de la República, Patricio Aylwin, lo nombró presidente de la «Corporación de Reparación y Reconciliación».
En sus últimos años se desempeñó como miembro de directorios de varias organizaciones de derechos humanos en las que destacan; vicepresidente del «Comité Internacional Jurídico contra la Tortura», con sede en Ginebra; presidente de la «Comisión Andina de Juristas», con sede en Lima; asesor jurídico de la Conferencia Episcopal Chilena, miembro del directorio de la «Fundación Archivos de la Vicaría de la Solidaridad» y Presidente de la «Fundación Solidaridad».